# Parafia św. Stanisława Kostki w Smolarzynach
Parafia św. Stanisława Kostki w Smolarzynach − parafia rzymskokatolicka znajdująca się w archidiecezji przemyskiej w dekanacie Żołynia. 

## Historia
W 1913 roku w Smolarzynach zbudowano murowaną kapliczkę, w której odprawiano msze święte. W 1926 roku do kapliczki dobudowano drewniany kościół, który w 1928 roku został poświęcony. W latach 1937 i 1954 kościół rozbudowano.
W 1946 roku została erygowana ekspozytura, z wydzielonego terytorium parafii Łańcut-Fara. Parafia nie posiadała własnego duchownego ekspozyta i była administrowana excurrendo z Łańcuta, a następnie obsługiwana z Rakszawy.
W 2015 roku podjęto decyzję o budowie nowego kościoła. 9 marca 2020 roku stary kościół rozebrano i na jego miejscu rozpoczęto budowę nowego kościoła według projektu arch. inż. Zbigniewa Konopki.
18 kwietnia 2021 roku abp Adam Szal dokonał wmurowania kamienia węgielnego. 12 marca 2023 roku abp Adam Szal dokonał poświęcenia nowego kościoła
Na terenie parafii jest 532 wiernych.

## Proboszczowie
- ks. Zygmunt Suski (1999–2014)[9]
- ks. Bogusław Czarniecki (2014–2024)[7][10]
- ks. Zbigniew Łuc (2024– )